# 虎牢関の戦い
虎牢関の戦い（ころうかんのたたかい）は、小説『三国志演義』に登場する架空の戦闘である。歴史書『三国志』にはこの戦いの記録がない。
191年袁紹率いる「反董卓連合」と董卓軍が洛陽郊外の虎牢関において一時的に衝突した戦いである。緒戦は連合軍が有利であったが、猛将といわれる呂布の奮戦により董卓軍は危機を脱したが徐々に押されていき 、董卓は洛陽から長安に遷都した。
「三英戦呂布」はこの戦いで起こった。